# 賦值
在代数中，赋值是一个度量域元素的阶（多少）或元素重复度的函数。推广到交换代数，就是对复分析中极点，零点重复度度量，推广到代数数论中的代数整数整性的度量，在代数几何中也有类似概念，一个域与它的赋值被称为赋值域。

## 定義
一個域{\displaystyle K}上取值在有序交換群Γ的賦值是從{\displaystyle K^{*}}到Γ的映射{\displaystyle v}，滿足下述性質：
- {\displaystyle v(xy)=v(x)+v(y)}（即：{\displaystyle v}是群同態）
- {\displaystyle x+y\neq 0\Rightarrow v(x+y)\geq \mathrm {min} (v(x),v(y))}

Γ稱作{\displaystyle v}的值群。
兩個賦值{\displaystyle v_{i}:K^{*}\rightarrow \Gamma _{i}\;(i=1,2)}被稱作等價的，若且唯若存在有序交換群的同構{\displaystyle \phi :\Gamma _{1}\rightarrow \Gamma _{2}}使得{\displaystyle v_{2}=\phi \circ v_{1}}。
為了操作上的便利，我們通常會將{\displaystyle v}的值域擴至{\displaystyle \Gamma \cup \{\infty \}}，並設{\displaystyle v(0)=\infty }。

## p進賦值
設p為正質數。對於所有非零的有理數，存在一且唯一一個整數{\displaystyle n}使得 {\displaystyle x={\frac {u}{v}}p^{n}} ，其中{\displaystyle u,v}均非{\displaystyle p}的倍數。p進賦值就是函數 {\displaystyle v_{p}:x\to n}。它給出一個p進絕對值 {\displaystyle \vert \cdot \vert _{p}:\,\mathbb {Q} \to \mathbb {R} }，定義為
| {\displaystyle \vert x\vert _{p}={\begin{cases}0\\p^{-v_{p}(x)}\\\end{cases}}} | 若{\displaystyle x=0}     |
| {\displaystyle \vert x\vert _{p}={\begin{cases}0\\p^{-v_{p}(x)}\\\end{cases}}} | 若{\displaystyle x\neq 0} |

p進賦值是個非阿基米得賦值。其值群是 {\displaystyle \mathbb {Z} }。

## 例子
- 令{\displaystyle X}為緊黎曼曲面，{\displaystyle \mathbb {C} (X)}為其上的亞純函數域。固定一點{\displaystyle x\in X}。定義{\displaystyle v_{x}(f)}為{\displaystyle f}在{\displaystyle x}的重根數，便得到{\displaystyle \mathbb {C} (X)}上的賦值，其值群為{\displaystyle \mathbb {Z} }。對於高維情形則須考慮其因子，但此時需考慮點的拉開，狀況較複雜。扎里斯基正是為了研究代數曲面而開始研究賦值論。
- 上述構造亦可套用到定義在任意域上的代數曲線。
- 利用函數域與數域的類比，可在{\displaystyle \mathbb {Q} }上考慮p進賦值。根據奥斯特洛夫斯基定理，{\displaystyle \mathbb {Q} }上的任意賦值皆等價於某個p進賦值。

## 扩展阅读
- Danilov, V.I., , Hazewinkel, Michiel  (编), , Springer, 2001, ISBN 978-1-55608-010-4
- Discrete valuation at PlanetMath.
- Valuation at PlanetMath.
- 埃里克·韦斯坦因. . MathWorld.